# Ованнисян, Артур (политик)
Артур Гарибович Оганнисян, армянский партийный деятель, политик, член партии Гражданский договор, 7-я арм. «блок») и депутат НС 8-го созыва (от партии «КП»), секретарь фракции «Гражданский договор» НС РА.

## Биография
Родился 26 мая 1990 года в Ереване. 2008—2010 — служба в Вооруженных Силах РА.

### Образование
2007—2008 гг. — проходил обучение на факультет журналистики Университета им. Монте Мелконяна. В 2016 году окончил факультет журналистики Ереванского государственного университета. Журналист.

### Трудовая деятельность
2012—2013 гг. — корреспондент телекомпании «А1+».
2013—2015 гг. — занятие предпринимательской деятельностью.
2015—2016 гг. — корреспондент телекомпании «А3».
2016—2017 гг. — корреспондет, комментатор информационных выпусков, продюсер отдела видеосъемки сайта «www.1in.am. Первый информационный», 2017—2018 гг. — генеральный продюсер интернет-телекомпании www.para.tv .
2018—2019 гг.- первый заместитель директора ГНКО «Центр по связям с общественностью и информации» при Аппарате Премьер-министра РА.

### Политическая деятельность
10.06.2019-02.08.2021 гг. — депутат НС (общегосударственный избирательный список блока партий «Мой шаг»). Член Постоянной комиссии НС по защите прав человека и общественным вопросам. Член фракции «Мой шаг».
20 июня 2021 г. избран депутатом НС по общегосударственному избирательному списку партии «Гражданский договор».

## Семья
Состоит в браке, имеет двоих детей.